# Bagré
Bagré è un dipartimento del Burkina Faso classificato come comune, situato della provincia  di Boulgou, facente parte della Regione del Centro-Est.
Il dipartimento si compone del capoluogo e di altri 8 villaggi: Bagré Village, Boakla, Dirlakou, 	Goudayere, Guingale, Sangaboule, Yambo e Zabo.